# Maurizio Benini
Maurizio Benini (Faenza, 21 settembre 1952) è un direttore d'orchestra e compositore italiano.

## Biografia
Debutta nel 1998 ne L'elisir d'amore al Teatro Comunale di Bologna. Gramophone nota il suo "spirito e finezza" nella direzione. Ha diretto spettacoli d'opera anche alla Scala, all'Opera di Chicago, al Metropolitan Opera, all'Opera di Parigi, alla Royal Opera, all'Opera di Stato di Vienna e al Wexford Festival Opera, tra gli altri.